# 法爾肯弗盧赫山
46°49′45″N 7°40′20″E / 46.82917°N 7.67222°E
法爾肯弗盧赫山（Falkenfluh），是瑞士的山峰，位於該國中部，由伯恩州負責管轄，處於伯爾尼和圖恩之間，該山峰海拔高度1,196米，山體由礫岩組成。